# Еверкалікс
Еверкалікс (швед. Överkalix,     фін. Ylikainuu) — селище на півночі Швеції, у лені Норрботтен. Має статус міста. Адміністративний центр комуни Еверкалікс. Лежить на річці Каліксельвен.    Площа – 1,06 км², населення – 975 осіб. 

## Населення
| Рік       | 1960 | 1970 | 1980 | 1990 | 2000 | 2010 |
| --------- | ---- | ---- | ---- | ---- | ---- | ---- |
| Населення | 559  | 700  | 1045 | 1188 | 1003 | 975  |